# John Styles
John Styles (ur. w Bradford) – brytyjski historyk.
Studiował na Uniwersytecie w Cambridge. W 2004 został wykładowcą Uniwersytetu Hertfordshire.